# Сергеев, Михаил Григорьевич
Михаи́л Григо́рьевич Серге́ев (1903—1993) — советский дипломат. Чрезвычайный и полномочный посол.

## Биография
Окончил Институт дипломатических и консульских работников. Член ВКП(б). На дипломатической работе с 1936 года.
- В 1924—1925 годах — горнорабочий рудника на станции Марганец.
- В 1925—1926 годах — служба в РККА.
- В 1926—1929 годах — заведующий районной библиотекой в Ростове-на-Дону.
- В 1929—1932 годах — студент Ростовского финансово-экономического института.
- В 1932—1934 годах — аспирант Ленинградского финансово-экономического института.
- В 1934—1936 годах — слушатель Института по подготовке дипломатических и консульских работников НКИД СССР.
- В 1936—1937 годах — секретарь генконсульства СССР в Милане (Италия).
- В 1937—1939 годах — генеральный консул СССР в Милане.
- В 1939—1940 годах — первый секретарь Полномочного представительства СССР в Греции, поверенный в делах СССР в Греции.
- В 1940—1941 годах — ответственный референт Ближневосточного отдела НКИД СССР.
- В 1941—1942 годах — служба в РККА.
- В 1942—1943 годах — ответственный референт IV Европейского отдела НКИД СССР.
- В 1943—1945 годах — заведующий I Европейским отделом НКИД СССР.
- С 20 марта 1945 по 12 июля 1946 года — чрезвычайный и полномочный посол СССР в Бельгии[2].
- С 17 ноября 1945 по 12 июля 1946 года — чрезвычайный и полномочный посланник СССР в Люксембурге по совместительству[3].
- С 12 июля 1946 по 1 июня 1948 года — чрезвычайный и полномочный посол СССР в Аргентине[4].
- В 1948—1950 годах — заместитель заведующего I Европейским отделом МИД СССР.
- В 1950—1953 годах — заведующий I Европейским отделом МИД СССР.
- С 23 июля 1953 по 5 января 1962 года — чрезвычайный и полномочный посол СССР в Греции[5].

Под псевдонимом М. Витин опубликовал биографию Н. Белоянниса в серии «Жизнь замечательных людей».
Похоронен в Москве на Кунцевском кладбище.

## Награды
- орден Отечественной войны II степени (5 ноября 1945)
- орден Трудового Красного Знамени (3 ноября 1944)